# Contrexéville
Contrexéville es una comuna situada al noroeste de Francia en el departamento de Vosgos. La población (en 1999) es de 3708 Contrexévillois.
La reputación de Contrexéville como un centro de salud data de 1864, cuando fue desarrollada por una empresa, la Société des Eaux de Contrexéville.

## Demografía
| 2228 | 3236 | 4076 | 4090 | 3945 | 3708 |
| Para los censos de 1962 a 1999 la población legal corresponde a la población sin duplicidades (Fuente: INSEE [Consultar]) |      |      |      |      |      |

## Ciudades gemelas
Contrexéville es gemela de:
- Bad Rappenau, Alemania
- Llandrindod Wells, Gales, Reino Unido
- Luso, Portugal
- Mealhada, Portugal

## Puntos de interés
- Arboretum de Contrexéville